# 佐山透
佐山 透（さやま とおる、1940年6月29日 - ）は、日本の著作家、評論家、翻訳家。
本名・佐々木徹。
『いじめをやめさせる! 現役教師が本音で語る、現実的対処法』（草思社、2007）の著者・佐山 透（1960年 - ）は別人。

## 来歴
東京生まれ。文化学院卒。学生時代よりフィクション、ノンフィクション、エッセイ等を数多く執筆。
1990年に突然渡米。以降、15年間のセミリタイア生活に入る。2006年帰国。

## 著書
- 『芸能界を斬る 狂気の人間集団 もはや救う道はないのか』（日新報道） 1976
- 『私はCIAのスパイだった 米軍諜報部員・高田正雄の記録』（日新報道） 1977
- 『テレビが30倍楽しくなる本 びっくり仰天!』（ろまん書房、エンゼルブック） 1982
- 『グレムリン 映画ストーリーブック ジュニア版』（講談社） 1984
- 『スプラッシュ 現代によみがえるマーメイド伝説 映画小説』（講談社X文庫） 1984
- 『プロゴルフに学ぶ派閥力学』（情報センター出版局） 1991
- 『シニアの国の青木功』（講談社） 1995、のち改題『青木功 人生のバックナイン シニアの国の挑戦記』（日経ビジネス人文庫）
- 『ハミングバードの庭で パームスプリングスの12か月』（飛鳥新社） 2000
- 『トニーとサリーの小さな小さなオペラハウス 世界一幸福な夫婦の物語』（講談社） 2003
- 『想い出だけが通りすぎてゆく 小説昭和の旅路』（展望社） 2007
- 『ぶなの森の葉がくれに 小説昭和の旅路』（展望社） 2007
- 『イタリア式リタイア術 世界は好きなことばかり』（展望社） 2009
- 『イタリア式老楽術 遊びに追いつく老いはない』（展望社） 2010
- 『永遠の猫・ミンミンと 十六年のしあわせ - ありがとう』（展望社） 2011
- 『葉山喜寿婚の浜』（展望社） 2017

## 翻訳・再話
- 『海底二万マイル』（ジュール・ベルヌ原作、桑田次郎絵、講談社、少年少女ディズニー文庫） 1973
- 『狼王ロボ / 灰色ぐまの一生 「シートンの動物記」より』（石川球太え、講談社、少年少女ディズニー文庫） 1974
- 『ポリアンナ』（E.ポーター原作、講談社、少年少女ディズニー文庫） 1974
- 『メリー=ポピンズ』（P・L・トラバース原作、わたなべまさこえ、講談社、少年少女ディズニー文庫） 1974
- 『エミールと探偵たち』（エーリヒ・ケストナー、青池保子絵、講談社、少年少女ディズニー文庫） 1975
- 『難破船』（ジュール・ベルヌ原作、桑田次郎え、講談社、少年少女ディズニー文庫） 1974
- 「ミッキー英語コミック文庫」（ウォルト・ディズニー原作、北杜夫編、講談社） 1976
『ちょっときどってミッキーマウス』
『ファイトでいこうミッキーマウス』
『ミッキーの女の子なんかこわくない』
『ミッキーマウスの片思い』
『ミッキーもまけそういたずらモーティ』
- 『ペイネの恋人たち』（レイモン・ペイネ、訳・文、小学館） 1985